# حزب نزاهة أوتياروا نيوزيلندا
حزب نزاهة أوتياروا نيوزيلندا هو حزب سياسي غير مسجل في نيوزيلندا. هو حزب وسطي تقدمي له أيديولوجية هاورا والمساواة والنزاهة. تقوده هيلين كارترايت مع تروي ميهاكا كنائب.

## التأسيس
تم تأسيس الحزب من قبل السكرتيرة السابقة لحزب نيوزيلندا المستدامة هيلين كارترايت والمرشح السابق عن الهيئة المحلية في ويلينغتون تروي ميهاكا. ترشحت ميهاكا في انتخابات مجلس مدينة ويلينجتون في عام 2019 عن حزب ويلينجتون الذي يمثل يمين الوسط.

## انتخابات 2020
كان الحزب يعتزم تشغيل كلاً من مرشحي القائمة والناخبين في انتخابات 2020 بنيوزيلندا، لكنه لم يسجل لذلك ولم يتمكن من الحصول على أصوات الحزب. أدارت مرشحين انتخابيين اثنين: كارترايت في مانا وميهاكا في رونجوتاي. في يوليو 2020 تم وصف لافتات مرشح ميهاكا بإساءة عنصرية، على ما يبدو بسبب بيان التفويض المكتوب بلغة تي ريو. قالت كارترايت في سبتمبر 2020 أنه «إذا صوت 100 شخص لي، فسأكون مبتهجًا، إذا صوت 1000 شخص لي سأقوم بشقلبات».
لم ينجح أي من المرشحين. حصلت كارترايت على 360 صوتًا وأتت في المرتبة السابعة، وحصلت ميهاكا على 162 صوتًا وأتت في المرتبة الثامنة.